# أوليفر توليدو
أوليفر توليدو (بالإسبانية: Oliver Toledo)‏ (17 سبتمبر 1987 بسانتياغو في تشيلي - ) هو مدرب كرة قدم ولاعب كرة قدم تشيلي في مركز الوسط. لعب مع بويرتو مونت ‏.

## وصلات خارجية
- أوليفر توليدو على موقع قاعدة بيانات كرة القدم.إي يو (الإنجليزية)
- أوليفر توليدو على موقع Soccerway.com (الإنجليزية)
- أوليفر توليدو على موقع AS.com (الإسبانية)